# Trattato sullo spazio extra-atmosferico
Il trattato sui principi che governano le attività degli Stati in materia di esplorazione ed utilizzazione dello spazio extra-atmosferico compresa la Luna e gli altri corpi celesti, anche detto trattato sullo spazio extra-atmosferico (Outer Space Treaty in lingua inglese), è il trattato internazionale che costituisce la struttura giuridica di base del diritto internazionale aerospaziale.
Il trattato, aperto per la sottoscrizione negli Stati Uniti d'America, nel Regno Unito, e nell'Unione Sovietica (i tre governi depositari) il 27 gennaio 1967, è entrato in vigore il 10 ottobre 1967.

## Contenuti
Le norme del trattato sullo spazio extra-atmosferico, tra i principi di base, pongono il divieto agli stati firmatari di collocare armi nucleari od ogni altro genere di armi di distruzione di massa nell'orbita terrestre, sulla Luna o su altri corpi celesti, o comunque, stazionarli nello spazio extra-atmosferico.
La norma di cui all'articolo 4 del trattato consente l'utilizzo della Luna e degli altri corpi celesti esclusivamente per scopi pacifici e ne proibisce invece espressamente l'uso per effettuare test su armi di qualunque genere, condurre manovre militari, o stabilire basi militari, installazioni o fortificazioni.
Il trattato, inoltre, proibisce espressamente agli stati firmatari di rivendicare risorse poste nello spazio, quali la Luna, un pianeta o altro corpo celeste, poiché considerate «patrimonio comune dell'umanità»: l'articolo 2 del trattato afferma, infatti, che «lo spazio extra-atmosferico non è soggetto ad appropriazione nazionale né rivendicandone la sovranità, né occupandolo, né con ogni altro mezzo».
I principi espressi dal trattato sullo spazio extra-atmosferico sono stati successivamente ripresi e riaffermati da altre norme internazionali, in particolare dall'Accordo che presiede alle attività degli Stati sulla Luna o sugli altri corpi celesti (detto Trattato sulla Luna) del 1979 che era inteso come il seguito del trattato sullo spazio extra-atmosferico.
La maggior parte degli esperti in materia di Diritto aerospaziale internazionale affermano che la Luna ricade sotto il concetto giuridico di res communis, il che significa che la Luna appartiene ad un gruppo di persone, può essere usata da ogni membro del gruppo ma nessuno se ne può appropriare (concetto applicato anche in materia di acque internazionali). L'effetto pratico del trattato, che è quello di impedire ogni diritto di proprietà privata allo stesso modo in cui il diritto del mare impedisce a chiunque l'appropriazione del mare, è spesso messo in discussione da coloro che rivendicano la facoltà di vendere diritti di proprietà sulla Luna e su altri corpi celesti, ma questa rivendicazione non è mai stata verificata in un'aula di tribunale.
Uno specifico articolo del trattato si occupa effettivamente di responsabilità internazionale affermando che le attività condotte da enti non-governativi nello spazio extra-atmosferico, inclusa la Luna e altri corpi celesti, sono soggette all'autorizzazione ed alla continua supervisione da parte dello stato di appartenenza firmatario del trattato e che gli stati firmatari saranno responsabili, a livello internazionale, per le attività spaziali nazionali condotte sia dagli enti governativi che da quelli non-governativi.